# Catherine Willows
Catherine Willows es un personaje de ficción de la serie de televisión CSI: Crime Scene Investigation, emitida por la cadena CBS.
Catherine es la supervisora del turno de noche de la unidad CSI del condado de Clark, Nevada. Criminalista, licenciada en Tecnología Médica y especialista en rastros de sangre que junto a su equipo investiga los crímenes que ocurren en la ciudad de Las Vegas. En la serie, juega un importante rol, pudiendo ser considerada actualmente como la protagonista. El personaje es encarnado por la actriz Marg Helgenberger, quien recibió 2 nominaciones a los Premios Emmy y a los Globos de Oro por el papel.
Está listada número 82 en los Bravo's 100 Greatest TV Characters junto con su amigo y excolega Gil Grissom.

## Infancia y juventud
Catherine Willows fue criada por su madre soltera, Lily Fynn, una camarera y corista. Debido a la naturaleza de los empleos de su madre, Catherine estaba constantemente recorriendo la costa oeste de Estados Unidos, y, como era una niña, le resultaba complicado asistir regularmente a la escuela. En consecuencia, ella no pudo destacar su potencial en la edad escolar, a pesar de su alta inteligencia. Cath dejó la escuela y comenzó a trabajar como bailarina exótica para apoyar la carrera musical de su novio, y comenzó a llevar una vida al estilo del rock n' roll. Ella comenzó a poner sus intereses en la criminología cuando se amistó con el Detective Tadero, quien visitaba regularmente el club de baile. Él la animó a regresar a la escuela y que tuviera la esperanza de lograr un mejor estilo de vida. Fue así como asistió a la West Las Vegas University (Universidad Oeste de Las Vegas) donde se graduó con una licenciatura en Ciencias Médicas. Catherine se unió al equipo CSI del Departamento de Policía de Las Vegas como técnico de laboratorio, trabajando de esa manera un buen tiempo, hasta que fue ascendida a asistente de supervisor bajo la atenta mirada de Gil Grissom.

## Familia
Catherine tiene una hija, Lindsey Willows, que aparece con frecuencia en los episodios de CSI. El padre de Lindsey y exmarido de Catherine, Eddie Willows, también apareció en algunas historias de la serie, hasta que fue asesinado. Cath descubre que su padre ausente fue, de hecho, el mejor amigo de su familia, el millonario y dueño de grandes casinos de Las Vegas, Sam Braun. Después de alcanzar al fin una buena relación con él, este es asesinado trágicamente a tiros.
Los miembros conocidos de la familia de Catherine son:
- Lindsey Willows - Hija (Primera aparición: Pilot; Temporada 1 por la actriz Madison McReynolds , Última aparición: csi "Immortality" por la actriz Katie Stevens .
- Lilly Flynn - Madre

- Sam Braun - Padre: Fallecido (Built To Kill Parte 2; Temporada 7)
- Eddie Willows - Exesposo: Fallecido (Lady Heathers Box; Temporada 3)

## Biografía ficcional del personaje
La biografía original del personaje de la CBS (que posteriormente fue retirada) declaró que Catherine, había nacido en Bozeman, Montana, el 26 de marzo de 1963 y que fue criada por su madre, Lily Flynn (Anita Gillette), una ex-show girl. Esta biografía fue revisada más tarde. La nueva versión establece que el personaje nació en Las Vegas y fue criada por su madre soltera, que trabajaba como camarera y corista en diversos trabajos a lo largo de la costa oeste. El episodio de la séptima temporada llamado "Living Legend" estableció que Willows (interpretada por Amy Scott) tenía 16 años de edad en 1975, año que la película "Tiburón" se estrenara, lo que sitúa el año de su nacimiento en 1958 o 1959. Tenía contacto ocasional con su padre biológico, el multimillonario dueño de numerosos casinos Sam Braun (Scott Wilson), pero ella no se enteró del parentesco familiar hasta que ya adulta comparó una muestra de ADN de él con el suyo, como parte de una investigación de asesinato. Willows trabajó un tiempo como bailarina de estríper, e incluso estuvo ligado al consumo de cocaína, pero dejó todo ese mundo antes de entrar a estudiar Licenciatura en Ciencias en Tecnología Médica en la Universidad de Las Vegas. Al igual que otros personajes de CSI, ella tiene un amplio conocimiento del mundo nocturno de la ciudad, lo que le ayuda en numerosas investigaciones.
Willows tiene una hija, Lindsey Willows (originalmente interpretada por Madison McReynolds, pero a partir del 2006 la actriz que hace el papel de ella es Kay Panabaker), y tuvo una atormentada relación con su exesposo, Eddie (Timothy Carhart), hasta su asesinato. El enjuiciamiento a los asesinos de Eddie fue imposible, debido a la ambigüedad de la evidencia. Tras el fallecimiento de Eddie, los guionistas aceleraron el crecimiento de Lindsey, haciéndola pasar de una niña preadolescente a adolescente, con todos los problemas que implica aquella edad. La relación entre Cath y su hija se fue dificultando a medida que crecía, sobre todo luego del asesinato de su padre, donde la joven dio un giro a su personalidad, de niña tranquila a adolescente rebelde (continuas peleas en la escuela). En una oportunidad, para frenar su comportamiento, Cath tomó a Lindsey y la llevó a la morgue donde le mostró el cuerpo de una víctima de asesinato. Catherine, se vio en la necesidad de matricular a su hija en Butterfield, una escuela privada para poder tener más control sobre ella.
La relación de Catherine con Sam Braun en ocasiones era conflictiva, sobre todo en los casos donde el millonario estaba involucrado en una investigación criminal en curso. Sin embargo, Willows, aceptó un regalo monetario bastante grande de parte de Braun, a pesar de algunos reparos éticos, lo que le ayudó a estar más estable económicamente. Grissom le expresó algunas dudas cuando se enteró de esto, pero no hubo más repercusiones negativas duraderas. Braun muere de un disparo en el torso en los brazos de Catherine. Luego del deceso, y dentro de una iglesia católica, Cath enciende una vela en memoria de su padre, se persigna y susurra "This one is for you, Sam." ("Esto es para ti, Sam"). Nick en cierta ocasión le preguntó a Catherine si es que iba a recibir algún dinero de la herencia de Sam, pero ella parecía distante e indiferente a ese hecho.
Catherine ha tenido numerosas citas a lo largo de la serie. La primera fue una breve relación en la ciudad con un ingeniero llamado Paul Newsome (Brad Johnson), los coqueteos duraron un par de episodios. Un flirteo más breve tuvo con Adam Novak (interpretado por el esposo de Marg Helgenberger en la vida real, Alan Rosenberg), hasta que el tipo se volvió violento y agresivo con Cath. En las temporadas 4 y 5, Catherine estuvo saliendo con Chris Bezich (Nicholas Lea), dueño de un club nocturno, donde Willows estuvo por investigar un crimen en aquel lugar. Su relación terminó cuando Cath lo encuentra de noche en su oficina jugueteando románticamente con una de las chicas de su club. A largo plazo, Catherine no ha establecido relaciones románticas duraderas, aunque tuvo breves coqueteos con su compañero CSI Warrick Brown, que terminaron cuando este contrajo matrimonio, lo que ella describe como el fin de una linda "fantasía". Willows y su compañero CSI Nick Stokes, inicialmente, estaban destinados a tener una relación romántica, como en una escena en el episodio piloto donde se besaban apasionadamente en un lavado de autos. Sin embargo, la escena más tarde fue cortada y nunca vio el aire. Cath, mantiene una estrecha amistad con los otros investigadores del turno de noche, especialmente con su supervisor Gil Grissom (hasta su retiro), aunque en varias ocasiones le criticó su relajada actitud hacia la burocracia y a la política de la oficina. Cuando la recién llegada Sara Sidle arribó al departamento, se enfrascaron en pequeños roces que con el tiempo arreglaron, lo que les permitió tener una buena amistad actualmente.
Luego que Greg Sanders fuera herido en una explosión en su laboratorio, Catherine lo visitó en el hospital para decirle personalmente que ella fue parcialmente responsable en el accidente. Varios años más tarde, expresa suma preocupación sobre Greg cuando es víctima de una brutal golpiza hacia su persona por parte de unos pandilleros.
Tras unas semanas sabáticas de Grissom, Willows acoge con beneplácito su reemplazo temporal, el Detective Michael Keppler, aceptándolo muy rápidamente en su nuevo rol en el equipo CSI. Con Michael (y con la aprobación del sheriff McKeen), Catherine toma un rumbo distinto y poco ortodoxo en las investigaciones, con un estilo llamado "forense a la inversa", donde se atrae exitosamente a los sospechosos, pero donde se enfrían las relaciones entr el sheriff y el fiscal del distrito. Esta situación crea un gran resentimiento entre la restante gente del departamento, la cual no estaba enterada del nuevo movimiento de Catherine, donde incluso llegó a crear una falsa escena del crimen, que el mismo departamento investigó. Luego que Kepler desapareciera misteriosamente, Catherine fue la primera en mostrar y expresar preocupación sobre él. Desafortunadamente, ella lo encontró momentos más tarde en que recibe una bala en el torso, disparada por un testigo de un asesinato. Cuando los paramédicos declaran a Keppler muerto, Willows se derrumba en lágrimas en los brazos de Grissom, que acababa de regresar.
Catherine tras la muerte de Warrick, es posiblemente el personaje que más dolor muestra tras la pérdida, rompiendo en llanto cuando ve su cuerpo, en tanto que sus compañeros intentan mantener la calma de la situación y de ella.
Después de que Grissom abandona la unidad, Catherine le sucede como supervisor del turno de noche en la unidad. Cuando Gil se va, ella es la única que lo ve alejarse del departamento, guiñándole un ojo al darse cuenta hacia donde se dirige, mostrando la estrecha amistad que comparten.
En la temporada 12 D.B. Russel es elegido como el nuevo supervisor del turno de noche y Catherine es descendida de nuevo al puesto de asistente. Esto no sentó bien a la criminalista, que aunque molesta, entendió el cambio como algo positivo para el equipo. Tras dos meses en esta situación, Catherine recibió una oferta para unirse al FBI de forma inmediata, que finalmente aceptó alegando que necesitaba un cambio de aires. Su última aparición en la serie fue en el episodio 12 de la duodécima temporada, en el que termina despidiéndose de Morgan Brody en una cafetería.